# Calendario agrícola

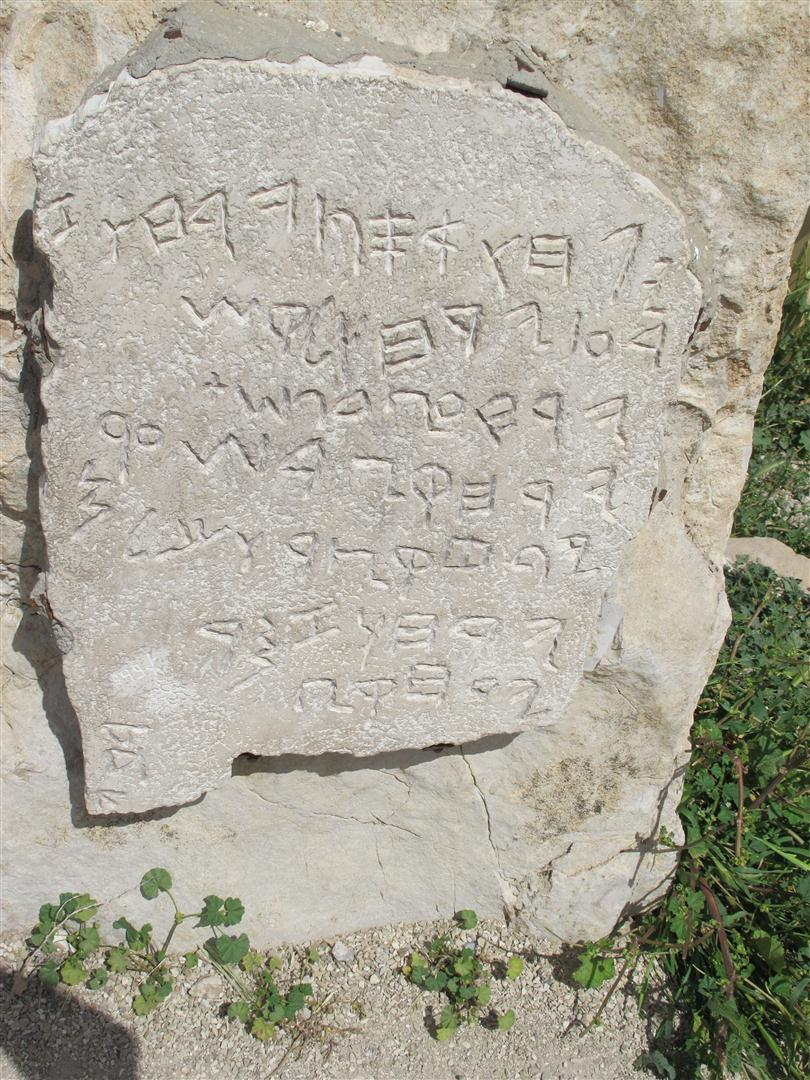
Lápida con el supuesto calendario agrícola encontrado en Gézer (Israel), considerado uno de los textos hebreos más antiguos, escrito en caracteres 'paleo-hebreos' propios de la época anterior a la deportación a Babilonia de los habitantes de Judea en el Esta inscripción proporciona información clave sobre el ciclo agrícola en el antiguo Israel.

El Calendario agrícola es la representación del conjunto de faenas y ritos que acompañan de forma periódica el proceso de los trabajos agrícolas. El carácter mundial de las artes y oficios del campo, determina su particular estudio y personal iconografía en virtud del hemisferio, continente, país o comarca donde se registre la existencia y aplicación de un calendario agrícola.

## Grecia, Roma y los tratados geopónicos
Ya los antiguos autores griegos y romanos que escribieron sobre agricultura y ganadería dejaron algunos ejemplos de tratados agrícolas. Así, por ejemplo, los catorce libros de la «Opus agriculturae» de Paladio (siglo iv), que deriva en gran parte de Columela, incluye un calendario agrícola en el que las diferentes ocupaciones rurales se disponen en el orden de los meses.

## En la Hispania romana
Un ejemplo parcialmente conservado de un calendario agrícola romano del siglo iv es el hallado en «Villa Fortunatus» (Huesca, España), se encuentra en el Museo de Zaragoza; consta de doce cuadros de unos 0,54 × 0,58 m., representando diversos animales y frutos característicos del mes correspondiente.

## Un modelo andalusí
En el marco de la cultura de Al-Ándalus se han conservado algunas obras relacionadas con el ciclo agrícola. De entre ellas puede citarse, por ejemplo, el Tratado agrícola del granadino Al-Tignari, dentro de la escuela agronómica andalusí cordobesa, con su máximo apogeo en el siglo xi.

## En el románico español

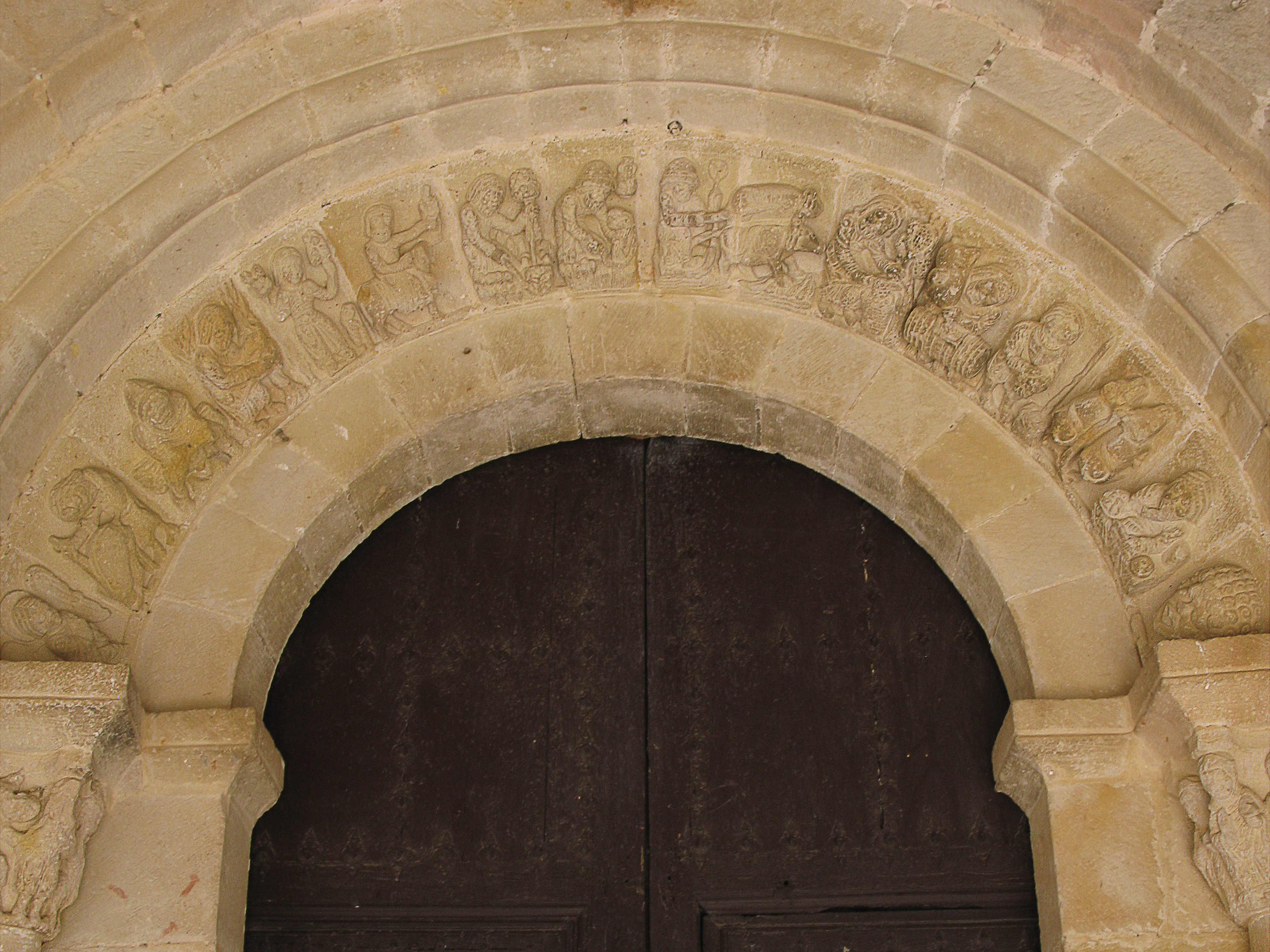
El calendario románico de Beleña de Sorbe (Guadalajara, España)

En la portada románica de la Iglesia de San Miguel (Beleña de Sorbe) se conserva labrada en catorce relieves de la arquivolta una representación de los meses del año en escenas agrícolas (catalogadas con distintos nombres, mensuario o mensario, menologio y calendario agrícola). También existe otro mensario célebre labrado en la fachada de la Capilla de San Galindo perteneciente a la Iglesia de San Bartolomé (Campisábalos).
Otro prototipo románico, pero representado en pinturas al fresco, es el de San Isidoro de León; en este conjunto de calendarios puede incluirse el ‘Tapiz de la Creación’ de la catedral de Gerona.

### Calendario y simbolismo
Aunque se continúa especulando con el sentido simbólico del calendario románico del Panteón Real de San Isidoro, en el sentido de que no es un calendario agrícola de orientación campesina, sino una metáfora sobre el paso del tiempo, como enseñanza moral para nobles y reyes, lo cierto es que las representaciones pintadas en el panteón reproducen imágenes del ciclo anual agrícola.

## En América

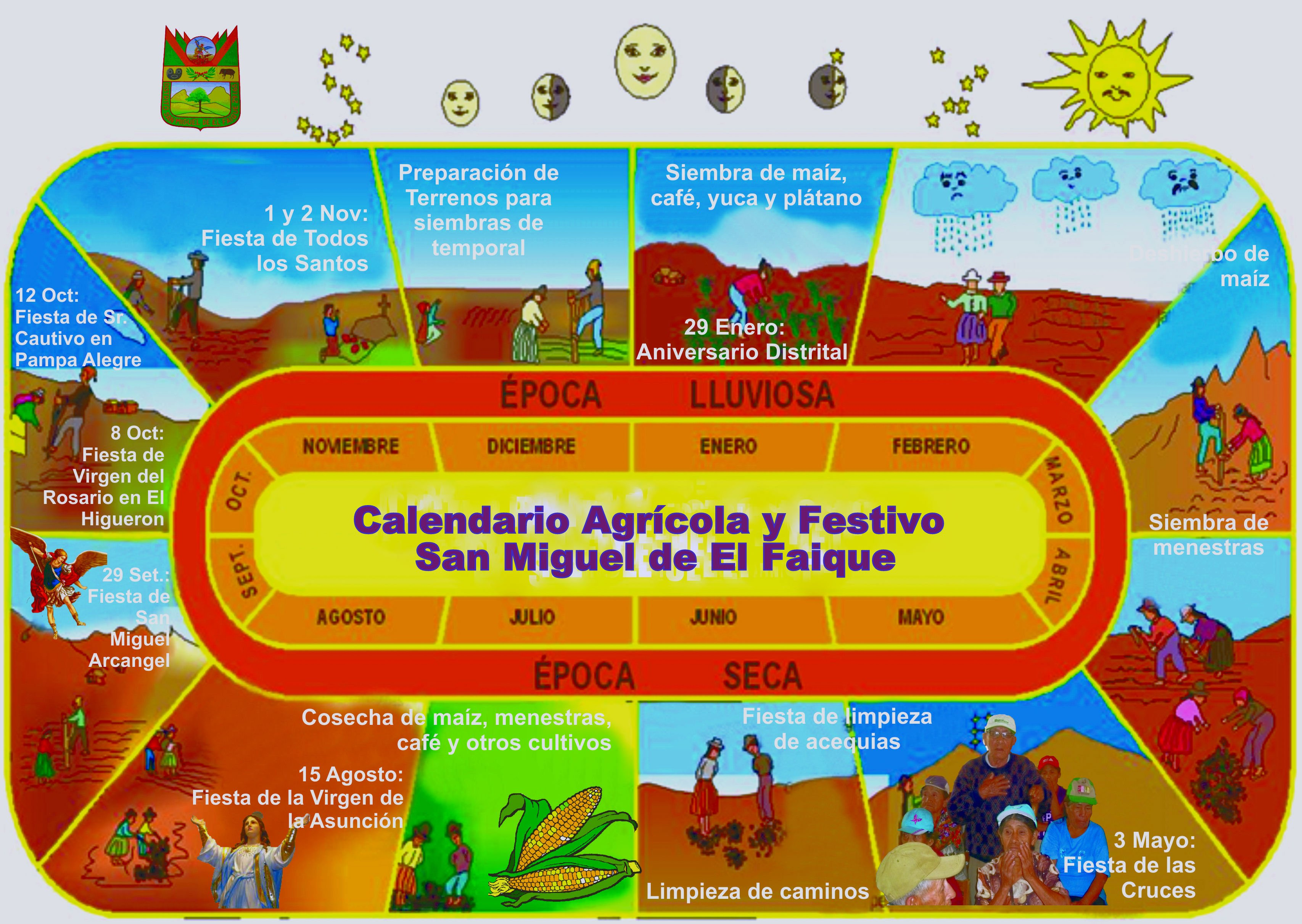
Calendario anual, agrícola y festivo del distrito de San Miguel de El Faique, en Piura (Perú).

Tanto el calendario como el hoy llamado ciclo agrícola –como curso anual del trabajo del campo y sus industrias (del tipo ‘Calendario de Siembra y Zonificación Agroclimática de cultivos’)–, tienen en América una raíz precolombina. Educada, manipulada y explotada durante el periodo colonial, esa raíz esencial sigue rastreándose en el conjunto de los ritos, festejos y trabajos agrícolas del siglo xxi.